# Bonghwa
Der Landkreis Bonghwa (kor.: 봉화군, Bonghwa-gun) befindet sich in der Provinz Gyeongsangbuk-do in Südkorea. Der Verwaltungssitz befindet sich in der Stadt Bonghwa-eup. Der Landkreis hatte eine Fläche von 1201 km² und eine Bevölkerung von 32.464 Einwohnern im Jahr 2019.
Der Landkreis liegt im Landesinneren am nördlichen Rand der Provinz und grenzt im Norden an die Provinz Gangwon. Im Osten wird er von den Landkreisen Yeongyang und Uljin begrenzt, im Süden von Andong und im Westen von Yeongju. Bongwha wird von den Gebirgen Taebaek und Sobaek umringt. Bonghwa hat ein kälteres Klima als der größte Teil der Provinz mit einer durchschnittlichen Jahrestemperatur von 10 Grad Celsius.

## Söhne und Töchter des Landkreises
- Kim Ki-duk (1960–2020), Filmemacher und Drehbuchautor

Lage des Landkreises in Gyeongsangbuk-do